# Kalevi Mononen
Henrik Kalevi Mononen (* 25. März 1920 in Savonranta; † 18. September 1996 ebenda) war ein finnischer Skilangläufer.
Mononen, der für den Savonrannan Urheilijat startete, gewann Ende Februar 1949 den 50-km-Lauf bei den Lahti Ski Games. Im Jahr 1950 errang er beim Holmenkollen Skifestival den fünften Platz über 50 km und bei den Svenska Skidspelen den ersten Platz über 50 km Im folgenden Jahr kam er beim Holmenkollen Skifestival auf den vierten Platz über 50 km. und bei den Lahti Ski Games auf den zweiten Platz über 50 km und siegte bei den finnischen Meisterschaften über 50 km. Bei den Olympischen Winterspielen 1952 in Oslo wurde er Fünfter über 50 km. Im März 1952 belegte er bei den Lahti Ski Games den dritten Platz über 50 km. Bei den Nordischen Skiweltmeisterschaften 1954 in Falun kam er auf den zehnten Platz über 50 km.